# Escut d'Anna
L'escut d'Anna és un símbol representatiu oficial d'Anna, municipi del País Valencià, a la comarca de la Canal de Navarrés. Té el següent blasonament:
| « | Escut quadrilong de punta redona, truncat. Al primer quarter, en camp d'or, un cérvol passant d'atzur. Al segon quarter, en camp d'argent, un arbre del seu color sobre terrassa de sinople estenent les seues arrels en un llac d'atzur. Al timbre, corona reial oberta, tradicional al Regne de València. | » |

## Història
L'escut s'aprovà per Resolució de 3 de maig de 2004, del conseller de Justícia i Administracions Públiques, publicada al DOGV núm. 4.763, de 28 de maig de 2004. Es modificà per Resolució de 3 de maig de 2016, publicada al DOCV núm. 7.788 de 23 de maig de 2016.
A la primera partició s'hi representen les armes parlants dels Cervelló, comtes d'Anna, que hi tenien un palau, l'edifici més emblemàtic de la vila. A la segona partició, una representació esquemàtica del paratge de l'Albufera, característic del terme municipal.
Entre els anys 2004 i 2016, malgrat que segons el blasonament oficial, l'escut hauria d'haver anat partit, és a dir, dividit en dos mitjançant una línia vertical; l'Ajuntament va utilitzar un escut truncat, això és, dividit mitjançant una línia horitzontal. En 2016 es va modificar el blasonament oficial perquè coincidira amb la representació gràfica utilitzada per l'Ajuntament.
Amb anterioritat a 2004, l'Ajuntament d'Anna va utilitzar diferents escuts com a segells municipals. Primerament, després de l'abolició dels senyorius i la incorporació d'Anna a la Corona, va utilitzar l'oriol amb les quatre barres, com tots els pobles que no tenien escut heràldic. Després, des de finals del segle xix i a començament del segle xx, va emprar el segell de la casa regnant a Espanya. I més tard, el símbol oficial del règim governant en cada període.

Escut anterior, no oficialitzat, d'Anna.

A mitjans dels anys 60 del segle xx, Juan Belloch Puig, farmacèutic i cronista oficial de la vila, va intentar dotar a Anna del seu primer escut propi. Intentà plasmar-hi els seus 700 anys d'història, des de Jaume I fins a l'actualitat. Tenia el següent blasonament:
| « | L'escut constava de cinc quarters: (..) el central en honor del primer senyor d'Anna en Pelai Pere Correa, que fou el mestre de l'Orde de Sant Jaume (..) Quarter superior esquerre, (..) «canton destre del cap» que porta les barres [pals] d'Aragó (..) el superior dret representa en camper d'or un bou passant de gules amb el peus damunt del sinople. (..) l'inferior esquerre (..) en camper d'argent un cérvol d'atzur. L'inferior dret (..) en camper d'argent un llac d'atzur amb un pi de sinople. | » |

S'hi representaven els quatre pals, com a blasó de Jaume I i armories comunes a tots els pobles de València. El bou passant com a escut dels Borja, un dels llinatges que va tindre la senyoria d'Anna. La resta d'elements es conserven en l'actual escut o ja han estat explicats.
L'escut actual va ser aprovat després de diverses entrevistes amb el Consell Tècnic d'Heràldica de la Generalitat. Aquest òrgan consultiu va informar a l'Ajuntament de la possibilitat d'usar les armories de qualsevol dels dos llinatges que van tindre la senyoria del lloc, els Borja o els Cervelló, però només un, per tal d'obtindre un escut senzill. L'Ajuntament va triar les armes dels Cervelló per a diferenciar-se de les armories de municipis veïns.